# Мэдчестер
Мэдче́стер (англ. Madchester) — жанр рок-музыки, возникший во второй половине 1980-х гг. в Манчестере, Великобритания. Характерной чертой жанра было обращение к психоделическому звучанию конца 1960-х гг. и использование технологий музыки хаус. Термин представляет собой слияние двух английских слов — «mad» и «Manchester».

## История
Музыкальный спектр мэдчестра простирался от сугубо гитарных групп, игравших под влиянием психоделии 60-х до экспериментального эйсид-хауса. Группы данного направления либо находились на этих противоположных полюсах (Stone Roses, 808 State), либо соблюдали баланс между ними (Happy Mondays). Родственным жанром был шугейзинг, сконцентрированный исключительно на меланхолической гитарной музыке.
Расцвет жанра пришёлся на 1988-92 гг. Несмотря на то, что мэдчестер был явлением сугубо манчестерской музыкальной сцены, этот жанр в распространился на другие города Великобритании и за её пределы (The Farm были из Ливерпуля, в Москве играла группа Message). Мэдчестер был неотъемлемой музыкальной частью субкультуры рейвов. Композиции таких коллективов как 808 State и A Guy Called Gerald снабжали дискотеки новейшими ритмами.
Музыкально мэдчестер исчерпал себя к 1992 году — на смену ему пришли более бескомпромиссный гранж и его полный антипод — брит-поп. Большинство ведущих коллективов жанра прекратили существование к середине 90-х гг.

## Основные исполнители
- Happy Mondays
- The Stone Roses
- Inspiral Carpets
- Carter the Unstoppable Sex Machine
- 808 State
- A Guy Called Gerald
- James
- The Charlatans
- The Farm
- Soup Dragons
- EMF